# Marcello Rossi (baritono)
Marcello Rossi (Pisa, 17 marzo 1913 – Pisa, 15 gennaio 1998) è stato un baritono italiano.

## Biografia
Nacque il 17 marzo 1913 nel quartiere di San Biagio a Pisa; da giovane lavorò in una nota tipografia della città, e come autodidatta, diventò un ottimo mandolinista, arrivando a diventare un maestro rinomato di quello strumento, insegnando per tutta la vita solfeggio, mandolino e chitarra classica ai numerosi giovani che lo andavano a trovare per studiare.
Nel 1936 entrò a far parte della Società Corale Pisana diretta dal Maestro Bruno Pizzi, che lo incoraggiò fervidamente a studiare canto lirico. Marcello Rossi studiò quindi canto lirico con il baritono Jago Belloni, un buon artista lirico fiorentino degli anni trenta, morto a Pisa nel 1949. Continuò i suoi studi musicali anche durante gli anni della guerra e, da militare, partecipò a molti spettacoli organizzati dalle forze armate al fine di "tenere alto il morale" delle truppe.
Nel 1943 prese parte ad un Concorso Nazionale di canto a Firenze, Teatro Comunale, ottenendo il primo premio assoluto, che gli permise di cantare al concerto radiofonico di gala trasmesso tramite l'EIAR.
Subito dopo la guerra debuttò presso il Teatro Comunale di Firenze come Figaro ne Il barbiere di Siviglia accanto al soprano Elda Ribetti, al tenore pisano Amerigo Gentilini, con la direzione del Maestro Emilio Tieri.

## Successo
Ebbe modo di incidere numerose opere liriche per conto dell'EIAR, e dopo per la RAI, tra cui si ricordano il ruolo di Gellner ne La Wally di Alfredo Catalani, il ruolo di Baldo, nell'opera di Arrigo Pedrollo, Primavera fiorentina nel 1949, e il ruolo del Carpentiere, nel Il piccolo Marat di Pietro Mascagni sempre nel 1949, e l'Abate Cospicuo nell'Arlecchino di Ferruccio Busoni nel 1950. Alcune opere registrate per la RAI sono poi state riversate in incisioni discografiche dalla Fonit Cetra, come Pagliacci nel ruolo di Silvio, per la direzione di Alfredo Simonetto.
Ha cantato in molti teatri italiani e stranieri tra cui: Teatro La Fenice di Venezia, Teatro Petruzzelli di Bari, Teatro Comunale di Firenze, Teatro Verdi di Pisa, Teatro del Giglio di Lucca, Teatro Goldoni di Livorno.
Ha partecipato per diversi anni come cantante della RAI a numerose trasmissioni radiofoniche riguardanti l'opera e l'operetta. Ha cantato in importanti tournée all'estero, le più significative in Venezuela, a Malta e in Egitto, esibendosi a fianco di grandi cantanti come Virginia Zeani e Agostino Lazzari ne La traviata e di Elisabetta Barbato in Cavalleria rusticana di Pietro Mascagni. 
Nel 1956 decise di sospendere la sua attività artistica per dedicarsi definitivamente alla sua grande passione di sempre: l'insegnamento. Aprì un'importante scuola di musica dove insegnava solfeggio, mandolino, chitarra e poteva dare qualche buon consiglio di canto. Tra i suoi allievi di chitarra classica si ricorda il baritono Giancarlo Ceccarini. Ha fatto parte per molti anni della Cappella musicale del Duomo di Pisa.
È deceduto a Pisa il 15 gennaio 1998.

## Incisioni
- Ruggero Leoncavallo - Pagliacci - C.Gavazzi, Bergonzi, Tagliabue, M.Rossi (Silvio) - Dir. Simonetto - Orchestra e Coro della RAI di Milano - Cetra
- Sergej Sergeevič Prokof'ev - Guerra e Pace - Bastianini, Corelli, Barbieri, Carteri, M.Picchi, Tajo, Colzani, Fioravanti, M.Rossi (2 ruoli), Cesy Broggini, Corena, De Palma - Dir. Rodzinski - Live, Firenze Maggio Musicale Fiorentino 1953
- Giacomo Puccini - Turandot - Grob-Prandl, Spruzzola-Zola, Ongaro, Scott, M.Rossi (Ping) - Dir. Capuana - Venezia 1953 (Walhall 2 CD)